# Fratelli in affari
Fratelli in affari (Property Brothers) è un programma televisivo trasmesso in Italia su Sky Uno e Cielo.
Il programma segue l'attività dei fratelli gemelli Jonathan Scott e Drew Scott, agenti immobiliari dello Stato del British Columbia, Canada. Prima di iniziare le riprese di “Property Brothers” i due gemelli fondarono e gestirono per 15 anni la Scott Real Estate Inc., una società di gestione vendita e costruzione di progetti residenziali e commerciali, con uffici a Vancouver, Calgary e Las Vegas.
Le riprese del format iniziarono nel 2011. In ogni episodio i gemelli Scott seguono e aiutano una coppia ad ottenere la casa dei loro sogni. Drew ascolta le necessità e i gusti della coppia proponendo gli immobili e curando la compravendita mentre Jonathan si occupa dei lavori di ristrutturazione. Nel corso dell'episodio, dall'acquisto alla ristrutturazione, i fratelli aiuteranno le coppie ad affrontare l'idea che non tutti gli aspetti possono essere soddisfatti senza scendere a compromessi e che sapersi scontrare con gli imprevisti ridimensionando e ammortizzando i costi sarà fondamentale per ottenere la casa che hanno sempre sognato.

## Franchise
Property Brothers è un franchise mediatico che vede protagonisti i gemelli canadesi Jonathan e Drew Scott e si concentra sulla vendita, l'acquisto e la ristrutturazione di proprietà immobiliari. Il loro primo programma è Property Brothers - prodotto inizialmente da Cineflix Media - ed è andato in onda su W Network e HGTV Canada nel suo paese d'origine, su HGTV negli Stati Uniti, e su altre reti in oltre 150 paesi. Il successo di questo show ha portato a serie spin-off (Buying and Selling, Brother vs. Brother, Property Brothers: At Home, Property Brothers: At Home on the Ranch, Brothers Take New Orleans, Property Brothers at Home: Drew’s Honeymoon House, Property Brothers: Linda & Drew Say I Do, Fratelli in affari: una casa è per sempre, A Very Brady Renovation, Fratelli in affari: SOS Celebrity), diverse serie web, un libro su come fare un programma radiofonico e un'applicazione.

## Format
Ogni coppia mette a disposizione un budget di cui una parte verrà poi investita per la ristrutturazione dell'immobile. Drew propone inizialmente una casa già arredata e che soddisfa pienamente ogni aspetto richiesto agli aspiranti acquirenti, ma il prezzo risulterà elevato sforando il budget a disposizione.
Vengono poi presentate altre case ad un costo più basso che però necessitano di una ristrutturazione. La coppia sceglierà nell'ufficio di Drew una tra le proposte, confrontando i preventivi e i progetti elaborati al computer da Jonathan e successivamente Drew si occuperà di mediare l'acquisto al prezzo più consono.
Conclusa la compravendita Jonathan può procedere con i lavori di ristrutturazione cercando di rientrare sia nel budget sia nei tempi stimati con la coppia. Non mancheranno gli inconvenienti generati dalla demolizione delle pareti e dalla sostituzione dei vecchi materiali o imprevisti strutturali che possono intaccare il budget, allungare i tempi di consegna e modificare il progetto iniziale. Problematiche naturali che il giovane imprenditore edile affronterà abilmente assieme alla coppia, garantendo sempre un risultato sorprendente.

## Episodi

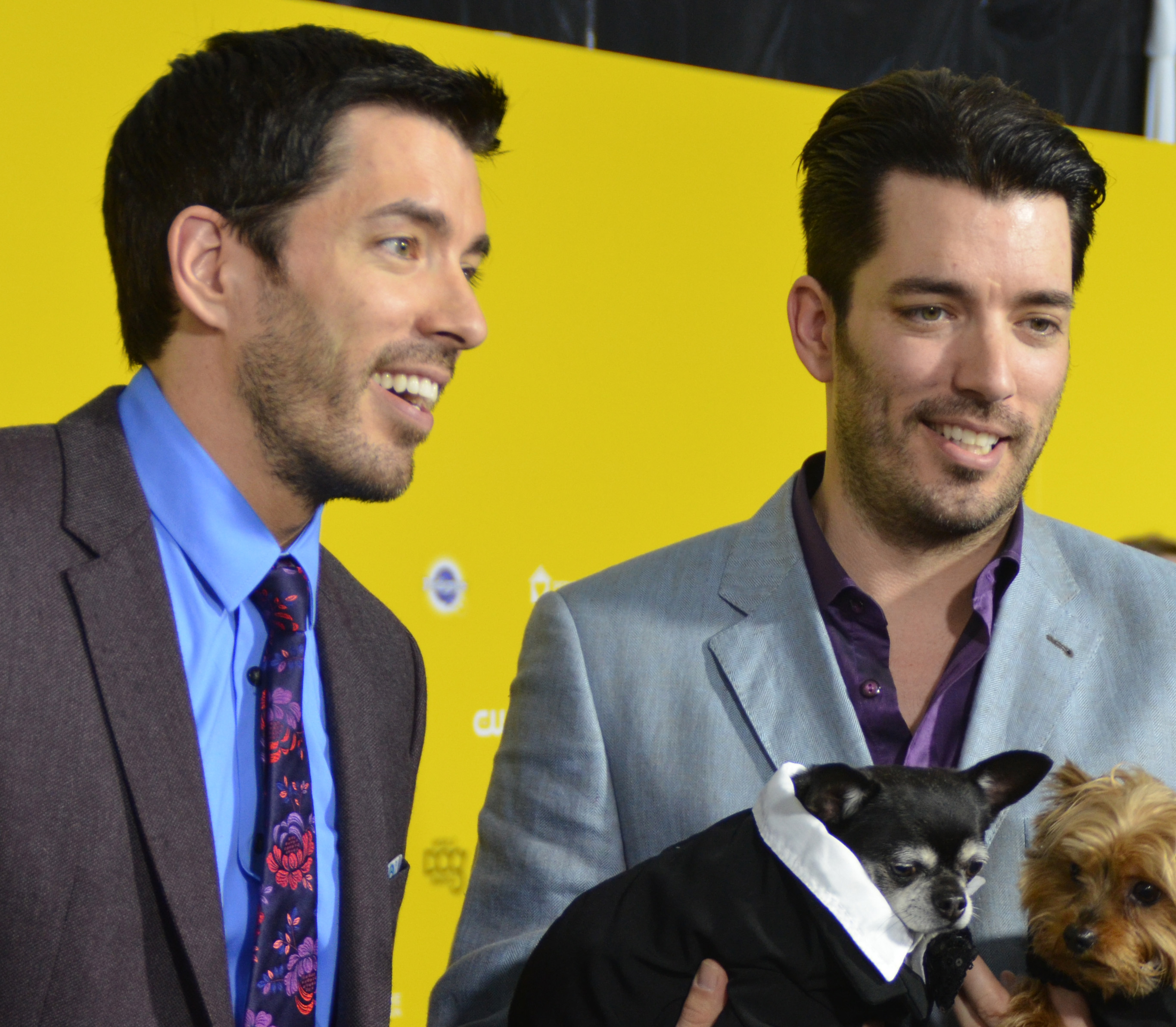
I presentatori del programma sono due gemelli: Drew Scott e Jonathan Scott.

### Prima stagione
| Nº | nº st. | Titolo           | Prima TV Italia  |
| -- | ------ | ---------------- | ---------------- |
| 1  | 1      | John & Christine | 20 novembre 2012 |
| 2  | 2      | Kieron & Emma    | 21 novembre 2012 |
| 3  | 3      | Stefan & Owen    | 22 novembre 2012 |
| 4  | 4      | Matt & Aleya     | 23 novembre 2012 |
| 5  | 5      | Stephen & Julie  | 26 novembre 2012 |
| 6  | 6      | Julie & Peter    | 27 novembre 2012 |
| 7  | 7      | Lise & Andrew    | 28 novembre 2012 |
| 8  | 8      | Sam & Monica     | 29 novembre 2012 |
| 9  | 9      | Jessica & Jason  | 30 novembre 2012 |
| 10 | 10     | Janice & Rob     | 3 dicembre 2012  |
| 11 | 11     | Monica & Kevin   | 4 dicembre 2012  |
| 12 | 12     | Andrea & Dave    | 5 dicembre 2012  |
| 13 | 13     | Raun & Jasprit   | 6 dicembre 2012  |

### Seconda stagione
| Nº | nº st. | Titolo             | Prima TV Italia  |
| -- | ------ | ------------------ | ---------------- |
| 14 | 1      | Sarah & Scott      | 7 dicembre 2012  |
| 15 | 2      | Nancy & Dan        | 11 dicembre 2012 |
| 16 | 3      | Tina & James       | 12 dicembre 2012 |
| 17 | 4      | Michelle & Tim     | 13 dicembre 2012 |
| 18 | 5      | Katherine & Jordan | 14 dicembre 2012 |
| 19 | 6      | Nicolas & Lica     | 17 dicembre 2012 |
| 20 | 7      | Connie & Jose      | 18 dicembre 2012 |
| 21 | 8      | Marianne & Steve   | 19 dicembre 2012 |
| 22 | 9      | Liat & Zack        | 20 dicembre 2012 |
| 23 | 10     | Vincent & Helena   | 21 dicembre 2012 |
| 24 | 11     | Mike & Avi         | 21 marzo 2013    |
| 25 | 12     | Cara & Jay         | 6 gennaio 2013   |
| 26 | 13     | Delecia & DwaYne   | 24 gennaio 2013  |
| 27 | 14     | Wyatt & Whitney    |                  |
| 28 | 15     | Kristin & Morgan   |                  |
| 29 | 16     | Dan & Brittany     |                  |
| 30 | 17     | Stan & Leslie      | 31 gennaio 2013  |
| 31 | 18     | Kate & Cole        |                  |
| 32 | 19     | Steph & Micah      |                  |
| 33 | 20     | Lana & Jacob       | 30 marzo 2013    |
| 34 | 21     | Amber              |                  |
| 35 | 22     | Rob & Jessica      |                  |
| 36 | 23     | Olivia             |                  |
| 37 | 24     | Sophie & Preston   |                  |
| 38 | 25     | Cori & Suroosh     |                  |
| 39 | 26     | Jeanette & Tony    |                  |

### Terza stagione
La terza stagione in prima TV su Cielo dal 13 novembre 2013.
| Nº | nº st. | Titolo             | Prima TV Italia  |
| -- | ------ | ------------------ | ---------------- |
| 40 | 1      | Kristi & Jay       | 13 novembre 2013 |
| 41 | 2      | Courtney & Luke    | 14 novembre 2013 |
| 42 | 3      | April              | 15 novembre 2013 |
| 43 | 4      | Kristine & Paul    | 18 novembre 2013 |
| 44 | 5      | Sarah & Mari       | 19 novembre 2013 |
| 45 | 6      | Shawn & Samira     | 20 novembre 2013 |
| 46 | 7      | Tito & Angie       |                  |
| 47 | 8      | Matt & Krysten     |                  |
| 48 | 9      | James & David      |                  |
| 49 | 10     | Parker & Francesca |                  |
| 50 | 11     | Caitlin & Steve    |                  |
| 51 | 12     | Kate & Dave        |                  |
| 52 | 13     | Rose & Giancarlo   |                  |
| 53 | 14     | Megan & Greg       |                  |
| 54 | 15     | Sandra & Kyle      |                  |
| 55 | 16     | Marla & Adam       |                  |
| 56 | 17     | Mark & Priscilla   |                  |
| 57 | 18     | Cristine & Matheiu |                  |
| 58 | 19     | Kathryn & Eric     |                  |
| 59 | 20     | Dainelle & Chad    |                  |
| 60 | 21     | Mark & Joey        |                  |
| 61 | 22     | Kari & Boris       |                  |
| 62 | 23     | Karina & Stephane  |                  |
| 63 | 24     | Christa & Sumit    |                  |
| 64 | 25     | Nancy & Rhonda     |                  |
| 65 | 26     | Veronica & Andrew  |                  |

### Quarta stagione
| Nº | nº st. | Titolo             | Prima TV Italia |
| -- | ------ | ------------------ | --------------- |
| 66 | 1      | Maria & Dave       |                 |
| 67 | 2      | Heather & Franklin |                 |
| 68 | 3      | Edith & Fred       |                 |
| 69 | 4      | Melissa & Joe      |                 |
| 70 | 5      | Sandy & Susy       |                 |
| 71 | 6      | Chris & Mike       |                 |
| 72 | 7      | Beatriz & Brandon  |                 |
| 73 | 8      | Anne & Luca        |                 |
| 74 | 9      | Nicole & Colby     |                 |
| 75 | 10     | Nadine & Greg      |                 |
| 76 | 11     | Stephanie & David  |                 |
| 77 | 12     | Dionna & Natasha   |                 |
| 78 | 13     | Aven & Phillip     |                 |
| 79 | 14     | Belinda & Tiago    |                 |
| 80 | 15     | Amy & Graham       |                 |
| 81 | 16     | Catherine          |                 |
| 82 | 17     | Krista & Jennifer  |                 |
| 83 | 18     | Isabella & David   |                 |
| 84 | 19     | Glenda & Dave      |                 |
| 85 | 20     | Sarah & Andrew     |                 |
| 86 | 21     | Jennifer & Derek   |                 |
| 87 | 22     | Shannon & Daryl    |                 |
| 88 | 23     | Nancy              |                 |
| 89 | 24     | Samantha & Yaron   |                 |
| 90 | 25     | Thomas & Christine |                 |
| 91 | 26     | Jessica & Chase    |                 |

## Edizione italiana
Il doppiaggio italiano, diretto da Maurizio Trombini nelle prime stagioni e in seguito da Renata Bertolas e Gianmarco Ceconi, viene effettuato dalla Lylo Italy di Milano con le voci di Francesco Cataldo per Drew Scott e di Maurizio Merluzzo per Jonathan Silver Scott, salvo i primi 8 episodi in cui è doppiato da Patrizio Prata, mentre la voce narrante è di Jolanda Granato.